# 周南市美術博物館
周南市美術博物館（しゅうなんしびじゅつはくぶつかん）は、山口県周南市にある美術博物館。

## 概要
1995年9月4日に開館。隣接する周南市文化会館などと共に周南市の文化ゾーンを形成する。周南市（旧徳山市）出身の写真家林忠彦の作品を中心に、写真・美術・歴史に関する作品や資料を展示する。運営は公益財団法人周南市文化振興財団で、同財団が1991年に設けた林忠彦賞の事務局も同館内に置かれる。

### 常設展示
コレクション展示室
宮崎進、岸田劉生、まど・みちおなどの徳山にゆかりのある芸術品などを展示。
林忠彦記念室
同市出身の写真家林忠彦の作品を展示。
徳山の歴史
陶氏・毛利氏・徳山藩・徳山空襲などの歴史展示。

### 林忠彦賞
同氏がアマチュア写真家の資質向上のため終生尽力したことを称え、アマチュア写真家の振興を目的として、毎年1回、写真展、写真集などを対象に林忠彦賞が選定されている。
受賞者には東京と周南市（周南市美術博物館）などで写真展の機会が与えられる。また、受賞作品は周南市美術博物館に永久保存される。なお、第18回からは対象をプロ作家にまで広げている。
受賞作品・受賞者は次のとおり
- 第１回　　「西域－シルクロード」（写真集）・後藤正治（ごとう　まさはる）
- 第２回　　「田園の微笑」（写真集）・捧　武（ささげ　たけし）
- 第３回　　「静岡の民家」（写真集）・木村仲久（きむら　なかひさ）
- 第３回　　「たかちほ」（写真集）・田崎　力（たさき　つとむ）
- 第４回　　「帰らなかった日本兵」（著書）・長洋弘（ちょう　ようひろ）
- 第５回　　「追いつめられたブナ原生林の輝き」（写真集）・岡田　満（おかだ　みつる）
- 第６回　　「サバンナが輝く瞬間（とき）」（写真集）・井上冬彦（いのうえ　ふゆひこ）
- 第７回　　「ぼくは、父さんのようになりたい」（写真集）・井上　暖（いのうえ　だん）
- 第８回　　「天空の民」（写真集）・清水公代（しみず　きみよ）
- 第９回　　「Personal View〔視線の範囲〕（写真集）・渡里彰造（わたり　しょうぞう）
- 第１０回　「塩の道　秋葉街道」（写真集・写真展）・竹林喜由（たけばやし　きよし）
- 第１１回　「ニューヨーク地下鉄ストーリー」（写真展）・角田和夫（すみだ　かずお）
- 第１２回　「静かな時への誘惑」（写真展）・石川博雄（いしかわ　ひろお）
- 第１３回　「海を見ていた－房総の海岸物語－」（写真集・写真展）・飯田樹（いいだ　たつき）
- 第１４回　「古志の里Ⅱ」（写真集・写真展）・中條均紀（なかじょう　まさのり）
- 第１５回　「繭の輝き」（写真展・雑誌掲載）・田中弘子（たなか　ひろこ）
- 第１６回　「黄土高原の村／満蒙開拓の村」（写真集）・後藤俊夫（ごとう　としお）
- 第１７回　「長崎フォトランダム－長崎ば撮ってさらき、半世紀－」（写真集）・小林勝（こばやし　まさる）
- 第１８回　「ロマンティック・リハビリテーション～夢みる力・20の物語～」（写真集・写真展）・大西成明（おおにし　なるあき）
- 第１９回　「トオヌップ」（写真集・写真展・雑誌掲載）・小栗昌子（おぐり　まさこ）
- 第２０回　「基隆」（写真集・写真展・雑誌掲載）・山内道雄（やまうち　みちお）
- 第２１回　「東京│天空樹　Risen in the East」（写真集）・佐藤信太郎（さとう　しんたろう）
- 第２２回　「遠くから来た舟」（写真展）・小林紀晴（こばやし　きせい）
- 第２３回　「Remembrance」（写真冊子）・笹岡啓子（ささおか　けいこ）
- 第２４回　「STREET RAMBLER」（写真集）・中藤毅彦（なかふじ　たけひこ）
- 第２５回　「フィリピン残留日本人」（写真集）・船尾修（ふなお　おさむ）
- 第２６回　「TOKYO CIRCULATION」（写真集・写真展）・有元伸也（ありもと　しんや）
- 第２７回　「川はゆく」（写真集）・藤岡亜弥（ふじおか　あや）
- 第２８回　「Otari-Pristine Peaks 山霊の庭」（写真集）・野村恵子（のむら　けいこ）
- 第２９回　「私の知らない母」（写真集）・笠木絵津子（かさぎ　えつこ）
- 第３０回　「東京 二〇二〇、二〇二一。」（写真集）・初沢亜利（はつざわ　あり）
- 第３１回　「Sakhalin」（写真集）・新田樹（にった　たつる）
- 第３２回　「BENZO　ESQUISSES 1920-2012」（写真集）・奥山淳志（おくやま あつし）
- 第３３回　「ALT」（写真集）・鶴巻育子（つるまき いくこ）

## アクセス
- 徳山駅からバイパス経由花岡行、下松駅北口行き、もしくは金剛山じゅんかんバスで、動物園文化会館前下車。所要時間7分程度。
- 徳山駅から徒歩で約20分。
- 駐車場159台。

## 近隣の施設
- 周南市徳山動物園
- 周南市文化会館